# William Martínez
Wílliam Ruben Martínez Carreras (13. leden 1928 – 28. prosinec 1997) byl uruguayský fotbalista. Nastupoval především na postu obránce.
S uruguayskou reprezentací vyhrál mistrovství světa roku 1950, byť byl náhradníkem a do bojů na turnaji přímo nezasáhl. Hrál i na světovém mistrovství roku 1954, kde Uruguayci skončili čtvrtí, zúčastnil se též mistrovství světa v Chile roku 1962. Vyhrál mistrovství Jižní Ameriky 1956. V národním týmu působil v letech 1950–1965 a celkem za něj odehrál 54 utkání, v nichž vstřelil 2 branky.
V dresu Peñarolu Montevideo získal dvakrát nejprestižnější pohárovou jihoamerickou trofej Pohár osvoboditelů (Copa Libertadores) (1960, 1961). Roku 1961 též Interkontinentální pohár.
Má šest titulů mistra Uruguaye, jeden s Nacionalem Montevideo (1946), pět pak s Peñarolem (1958, 1959, 1960, 1961, 1962).